# Frank Farian/Diskografie
Diese Diskografie ist eine Übersicht über die musikalischen Werke des deutschen Musikers, Produzenten und Liedtexters Frank Farian. Den Quellenangaben zufolge hat er bisher mehr als 800 Millionen Tonträger verkauft. Seine erfolgreichste Veröffentlichung ist die Autorenbeteiligung und Produktion von Rivers of Babylon (Boney M.) mit über 4,3 Millionen verkauften Einheiten.
In seiner Heimat Deutschland verkaufte er allein über fünf Millionen Tonträger, damit zählt er zu den Musikern mit den meisten Tonträgerverkäufen des Landes. Zu Beginn seiner Karriere war Farian selbst noch als Schlagersänger tätig, später konzentrierte er sich auf das Schreiben und Produzieren von Liedern. Als Sänger konnte er lediglich Charterfolge im deutschsprachigen Raum feiern. Der erfolgreichste Hit von Farian war Rocky aus dem Jahr 1976. Das Austin-Roberts-Cover schaffte es an die Spitzenposition der deutschen Singlecharts und wurde mit einer Goldenen Schallplatte ausgezeichnet. Die Single zählt zu den meistverkauften Schlagern in Deutschland der 1970er-Jahre.
Als Autor und Produzent gelangen Farian weltweite Charterfolge. Er ist einer der wenigen deutschen Musiker, die es schafften, die Chartspitze der US-amerikanischen Billboard Hot 100 zu erreichen. Mit seinem Projekt um Milli Vanilli gelang ihm das drei Mal binnen eines halben Jahres mit den Titeln Baby Don’t Forget My Number, Girl I’m Gonna Miss You und Blame It on the Rain. In Deutschland schafften es insgesamt sechs seiner Autorenbeteiligungen (Musik/Text) an die Chartspitze, damit zählt er zu den erfolgreichsten Autoren der Chartgeschichte. Mit Dieter Bohlen (23), The Cratez (20) und Kurt Feltz (15) schrieben nur drei Einheimische mehr Nummer-eins-Hits. Seine Autorenbeteiligungen rangierten insgesamt 42 Wochen an der Spitzenposition der deutschen Singlecharts. Als Produzent erreichte er sogar elf Mal die Spitzenposition in Deutschland.

## Alben

### Studioalben
| Jahr                | Titel Musiklabel                         | Anmerkungen                            |
| ------------------- | ---------------------------------------- | -------------------------------------- |
| 1971                | So ein Tag Hansa Musik Produktion        | Erstveröffentlichung: 1971             |
| 1973                | So muß Liebe sein Hansa Musik Produktion | Erstveröffentlichung: 1973             |
| 1976                | Rocky Hansa Musik Produktion             | Erstveröffentlichung: Februar 1976     |
| als Far Corporation |                                          |                                        |
|                     |                                          |                                        |
| 1985                | Division One Ariola • IMP                | Erstveröffentlichung: 1985             |
| 1994                | Solitude MCI                             | Erstveröffentlichung: 31. Oktober 1994 |

### Kompilationen
| Jahr | Titel Musiklabel                                              | Anmerkungen                             |
| ---- | ------------------------------------------------------------- | --------------------------------------- |
| 1978 | Star Discothek Hansa Musik Produktion                         | Erstveröffentlichung: Juli 1978         |
| 1994 | The Hit Man – The Best of 25 Years MCI                        | Erstveröffentlichung: April 1994        |
| 1994 | The Hit Collection – The Best of 25 Years MCI                 | Erstveröffentlichung: 1994              |
| 2000 | The Hit Man II MCI                                            | Erstveröffentlichung: 2000              |
| 2001 | Summer Hits MCI                                               | Erstveröffentlichung: 13. Juli 2001     |
| 2009 | Dieter Thomas Heck präsentiert: 40 Jahre ZDF Hitparade Ariola | Erstveröffentlichung: 20. Februar 2009  |
| 2009 | Produced by Frank Farian MCI                                  | Erstveröffentlichung: 10. November 2009 |

## Singles
| Jahr                              | Titel Album                                           | Höchstplatzierung, Gesamtwochen/‑monate, AuszeichnungChartplatzierungen (Jahr, Titel, Album, Platzierungen, Wochen/Monate, Auszeichnungen, Anmerkungen) | Höchstplatzierung, Gesamtwochen/‑monate, AuszeichnungChartplatzierungen (Jahr, Titel, Album, Platzierungen, Wochen/Monate, Auszeichnungen, Anmerkungen) | Höchstplatzierung, Gesamtwochen/‑monate, AuszeichnungChartplatzierungen (Jahr, Titel, Album, Platzierungen, Wochen/Monate, Auszeichnungen, Anmerkungen) | Höchstplatzierung, Gesamtwochen/‑monate, AuszeichnungChartplatzierungen (Jahr, Titel, Album, Platzierungen, Wochen/Monate, Auszeichnungen, Anmerkungen) | Höchstplatzierung, Gesamtwochen/‑monate, AuszeichnungChartplatzierungen (Jahr, Titel, Album, Platzierungen, Wochen/Monate, Auszeichnungen, Anmerkungen) | Anmerkungen                                                                         |
| Jahr                              | Titel Album                                           | DE | AT | CH | UK | US | Anmerkungen                                                                         |
| --------------------------------- | ----------------------------------------------------- | --- | --- | --- | --- | --- | ----------------------------------------------------------------------------------- |
| als Frankie Farian & Die Schatten |                                                       | | | | | |                                                                                     |
|                                   |                                                       | | | | | |                                                                                     |
| 1964                              | Shouting Ghost –                                      | — | — | — | — | — | Erstveröffentlichung: 1964                                                          |
| 1964                              | Yakety Yak So ein Tag                                 | — | — | — | — | — | Erstveröffentlichung: 1964 Original: The Coasters                                   |
| 1965                              | Under the Boardwalk –                                 | — | — | — | — | — | Erstveröffentlichung: 1965 Original: The Drifters                                   |
| als Frankie Farian                |                                                       | | | | | |                                                                                     |
|                                   |                                                       | | | | | |                                                                                     |
| 1967                              | Mr. Pitiful –                                         | — | — | — | — | — | Erstveröffentlichung: April 1967 Original: Otis Redding                             |
| als Frank Farian                  |                                                       | | | | | |                                                                                     |
|                                   |                                                       | | | | | |                                                                                     |
| 1968                              | Gipsy So ein Tag                                      | — | — | — | — | — | Erstveröffentlichung: März 1968                                                     |
| 1968                              | Dana My Love So ein Tag • So muß Liebe sein           | — | — | — | — | — | Erstveröffentlichung: Dezember 1968                                                 |
| 1969                              | Ein Kissen voller Träume –                            | — | — | — | — | — | Erstveröffentlichung: Oktober 1969                                                  |
| 1970                              | Speedy Jack –                                         | — | — | — | — | — | Erstveröffentlichung: Januar 1970                                                   |
| 1971                              | Du bist wunderbar So ein Tag                          | — | — | — | — | — | Erstveröffentlichung: Februar 1971                                                  |
| 1971                              | Morgens, mittags, abends – Barbara So ein Tag         | — | — | — | — | — | Erstveröffentlichung: Juni 1971 Original: Laurent & Mardi Gras – Sing Sing Barbara  |
| 1971                              | So ein Tag                                            | — | — | — | — | — | Erstveröffentlichung: November 1971                                                 |
| 1972                              | Gold in Acapulco So muß Liebe sein                    | — | — | — | — | — | Erstveröffentlichung: Mai 1972                                                      |
| 1972                              | Leg den Kopf an meine Schulter So muß Liebe sein      | — | — | — | — | — | Erstveröffentlichung: Oktober 1972                                                  |
| 1973                              | Was kann schöner sein So muß Liebe sein               | — | — | — | — | — | Erstveröffentlichung: Februar 1973 Original: Solomon King – When You’ve Gotta Go    |
| 1973                              | So muß Liebe sein                                     | DE38 (3 Wo.)DE | — | — | — | — | Erstveröffentlichung: Juni 1973 Original: The Platters – Smoke Gets in Your Eyes    |
| 1973                              | Wunderbar So muß Liebe sein                           | — | — | — | — | — | Erstveröffentlichung: Dezember 1973                                                 |
| 1974                              | Bleib bei mir Rocky                                   | — | — | — | — | — | Erstveröffentlichung: Mai 1974 Original: Drupi – Vado via                           |
| 1974                              | An mir soll es nicht liegen Rocky                     | — | — | — | — | — | Erstveröffentlichung: Dezember 1974                                                 |
| 1975                              | Atlantica –                                           | — | — | — | — | — | Erstveröffentlichung: Mai 1975                                                      |
| 1975                              | My Decision –                                         | — | — | — | — | — | Erstveröffentlichung: Mai 1975                                                      |
| 1975                              | Cara mia bleib Star Discothek                         | — | — | — | — | — | Erstveröffentlichung: Juli 1975 Original: David Whitfield with Mantovani – Cara mia |
| 1976                              | Rocky                                                 | DE1 Gold · (26 Wo.)DE | AT2 (7 Mt.)AT | CH3 (18 Wo.)CH | — | — | Erstveröffentlichung: Februar 1976 Verkäufe: + 250.000; Original: Austin Roberts    |
| 1976                              | Spring über deinen Schatten, Tommy Star Discothek     | DE12 (21 Wo.)DE | — | — | — | — | Erstveröffentlichung: August 1976                                                   |
| 1977                              | Sie war erst 17 (und neu in der Stadt) Star Discothek | DE49 (1 Wo.)DE | — | — | — | — | Erstveröffentlichung: Februar 1977 Original: Eagles – New Kid in Town               |
| als Frank Farian Corporation      |                                                       | | | | | |                                                                                     |
|                                   |                                                       | | | | | |                                                                                     |
| 1985                              | Mother and Child Reunion –                            | DE24 (5 Wo.)DE | — | CH28 (3 Wo.)CH | — | — | Erstveröffentlichung: Januar 1985 feat. Reggie Tsiboe; Original: Paul Simon         |
| 1985                              | Stairway to Heaven Division One                       | DE14 (11 Wo.)DE | — | CH11 (8 Wo.)CH | UK8 (11 Wo.)UK | — | Erstveröffentlichung: September 1985 Original: Led Zeppelin                         |
| 1986                              | Fire and Water Division One                           | — | — | — | — | — | Erstveröffentlichung: Januar 1986 Original: Free                                    |
| 1986                              | You are the Woman Division One                        | — | — | — | — | — | Erstveröffentlichung: April 1986                                                    |
| 1987                              | One by One –                                          | — | — | — | — | — | Erstveröffentlichung: Januar 1987                                                   |
| 1987                              | Sebastian Solitude                                    | — | — | — | — | — | Erstveröffentlichung: Juni 1987 Original: Cockney Rebel                             |
| 1994                              | Rikki Don’t Lose That Number Solitude                 | — | — | — | — | — | Erstveröffentlichung: 1994 Original: Steely Dan                                     |
| 1994                              | Rainy Days Solitude                                   | — | — | — | — | — | Erstveröffentlichung: 1994                                                          |

grau schraffiert: keine Chartdaten aus diesem Jahr verfügbar

## Autorenbeteiligungen und Produktionen
Frank Farian als Autor und Produzent in den Singlecharts

Boney M. – Daddy Cool

Boney M. – Sunny

Boney M. – Rivers of Babylon

Boney M. – Mary’s Boy Child

| Jahr | Titel Interpretation                                                                       | Höchstplatzierung, Gesamtwochen/‑monate, AuszeichnungChartplatzierungen (Jahr, Titel, Interpretation, Platzierungen, Wochen/Monate, Auszeichnungen, Anmerkungen) | Höchstplatzierung, Gesamtwochen/‑monate, AuszeichnungChartplatzierungen (Jahr, Titel, Interpretation, Platzierungen, Wochen/Monate, Auszeichnungen, Anmerkungen) | Höchstplatzierung, Gesamtwochen/‑monate, AuszeichnungChartplatzierungen (Jahr, Titel, Interpretation, Platzierungen, Wochen/Monate, Auszeichnungen, Anmerkungen) | Höchstplatzierung, Gesamtwochen/‑monate, AuszeichnungChartplatzierungen (Jahr, Titel, Interpretation, Platzierungen, Wochen/Monate, Auszeichnungen, Anmerkungen) | Höchstplatzierung, Gesamtwochen/‑monate, AuszeichnungChartplatzierungen (Jahr, Titel, Interpretation, Platzierungen, Wochen/Monate, Auszeichnungen, Anmerkungen) | Anmerkungen                                                    | [↑]: gemeinsam behandelt mit vorhergehendem Eintrag; [←]: in beiden Charts platziert |
| Jahr | Titel Interpretation                                                                       | DE | AT | CH | UK | US | Anmerkungen                                                    |                                                                                      |
| --- | ------------------------------------------------------------------------------------------ | --- | --- | --- | --- | --- | -------------------------------------------------------------- | ------------------------------------------------------------------------------------ |
| 1972 | Ginny Oh Ginny (Es war einmal, so fangen alle Märchen an) Charly Marks                     | DE37 (3 Wo.)DE | — | — | — | — | Erstveröffentlichung: 1972                                     |                                                                                      |
| 1973 | So muss Liebe sein Frank Farian                                                            | DE38 (3 Wo.)DE | — | — | — | — | Erstveröffentlichung: Juni 1973                                |                                                                                      |
| 1974 | Du bist 16 Benny                                                                           | DE43 (1 Wo.)DE | — | — | — | — | Erstveröffentlichung: April 1974                               |                                                                                      |
| 1975 | Voulez-vous coucher avec moi – Willst du mit mir schlafen gehn? Seventy Five Music & Gilla | DE24 (7 Wo.)DE | — | — | — | — | Erstveröffentlichung: März 1975                                |                                                                                      |
| 1975 | Tu’ es! Gilla                                                                              | DE10 (23 Wo.)DE | AT2 (5 Mt.)AT | — | — | — | Erstveröffentlichung: Oktober 1975                             |                                                                                      |
| 1976 | Amigo Charly Brown Benny                                                                   | DE14 (17 Wo.)DE | — | — | — | — | Erstveröffentlichung: Januar 1976                              |                                                                                      |
| 1976 | Rocky Frank Farian                                                                         | DE1 Gold · (26 Wo.)DE | AT2 (7 Mt.)AT | CH3 (18 Wo.)CH | — | — | Erstveröffentlichung: Februar 1976 Verkäufe: + 250.000         |                                                                                      |
| 1976 | Ich brenne Gilla                                                                           | DE44 (1 Wo.)DE | AT19 (1 Mt.)AT | — | — | — | Erstveröffentlichung: Mai 1976                                 |                                                                                      |
| 1976 | Daddy Cool Boney M.                                                                        | DE1 Gold · (34 Wo.)DE | AT1 (7 Mt.)AT | CH1 (20 Wo.)CH | UK6 Silber · (12 Wo.)UK | US65 (5 Wo.)US | Erstveröffentlichung: 31. Mai 1976 Verkäufe: + 2.335.200       |                                                                                      |
| 1976 | Spring über deinen Schatten, Tommy Frank Farian                                            | DE12 (21 Wo.)DE | — | — | — | — | Erstveröffentlichung: August 1976                              |                                                                                      |
| 1976 | Sunny Boney M.                                                                             | DE1 (27 Wo.)DE | AT1 (5 Mt.)AT | CH2 (12 Wo.)CH | UK3 (10 Wo.)UK | — | Erstveröffentlichung: 22. November 1976 Verkäufe: + 159.000    |                                                                                      |
| 1977 | Sie war erst 17 (und neu in der Stadt) Frank Farian                                        | DE49 (1 Wo.)DE | — | — | — | — | Erstveröffentlichung: Februar 1977                             |                                                                                      |
| 1977 | Ma Baker Boney M.                                                                          | DE1 Gold · (28 Wo.)DE | AT1 (6 Mt.)AT | CH1 (18 Wo.)CH | UK2 Gold · (13 Wo.)UK | US96 (3 Wo.)US | Erstveröffentlichung: 2. Mai 1977 Verkäufe: + 1.506.000        |                                                                                      |
| 1977 | Skateboard (Uh ah ah) Benny                                                                | DE40 (10 Wo.)DE | — | — | — | — | Erstveröffentlichung: Juli 1977                                |                                                                                      |
| 1977 | Skateboard Copains                                                                         | DE38 (7 Wo.)DE | — | — | — | — | Erstveröffentlichung: Juli 1977                                |                                                                                      |
| 1977 | Belfast Boney M.                                                                           | DE1 (28 Wo.)DE | AT2 (5 Mt.)AT | CH1 (17 Wo.)CH | UK8 (13 Wo.)UK | — | Erstveröffentlichung: 19. September 1977 Verkäufe: + 17.000    |                                                                                      |
| 1977 | I Can’t Stand the Rain Eruption feat. Precious Wilson                                      | DE7 (31 Wo.)DE | AT4 (4 Mt.)AT | CH8 (8 Wo.)CH | UK5 Silber · (11 Wo.)UK | US18 (22 Wo.)US | Erstveröffentlichung: 30. November 1977 Verkäufe: + 250.000    |                                                                                      |
| 1978 | Rivers of Babylon Boney M.                                                                 | DE1 Platin · (37 Wo.)DE | AT1 (7 Mt.)AT | CH1 (21 Wo.)CH | UK1 Platin · (40 Wo.)UK | US30 (17 Wo.)US | Erstveröffentlichung: März 1978 Verkäufe: + 4.394.820          |                                                                                      |
| 1978 | Die Legende von Babylon Bruce Low                                                          | DE6 (21 Wo.)DE | — | — | — | — | Erstveröffentlichung: Juni 1978                                |                                                                                      |
| 1978 | Rasputin Boney M.                                                                          | DE1 (20 Wo.)DE | AT1 (4 Mt.)AT | CH2 (10 Wo.)CH | UK2 Platin · (10 Wo.)UK | — | Erstveröffentlichung: 28. August 1978 Verkäufe: + 1.160.000    |                                                                                      |
| 1978 | Painter Man Boney M.[DE: ↑][AT: ↑][CH: ↑]                                                  | DE1 (20 Wo.)DE | AT1 (4 Mt.)AT | CH2 (10 Wo.)CH | UK10 Silber · (6 Wo.)UK[US: ↑] | — | Erstveröffentlichung: 28. August 1978 Verkäufe: + 250.000      |                                                                                      |
| 1978 | Leave a Light Eruption                                                                     | DE43 (3 Wo.)DE | — | — | — | — | Erstveröffentlichung: 22. September 1978                       |                                                                                      |
| 1978 | Mary’s Boy Child/Oh My Lord Boney M.                                                       | DE1 (13 Wo.)DE | AT3 (3 Mt.)AT | CH1 (10 Wo.)CH | UK1 Platin · (11 Wo.)UK | US85 (5 Wo.)US | Erstveröffentlichung: 27. November 1978 Verkäufe: + 3.000.000  |                                                                                      |
| 1978 | Dancing in the Streets Boney M.[DE: ↑][AT: ↑][CH: ↑][UK: ↑][US: ↑]                         | DE1 (13 Wo.)DE | AT3 (3 Mt.)AT | CH1 (10 Wo.)CH | UK1 Platin · (11 Wo.)UK | US85 (5 Wo.)US | Erstveröffentlichung: 27. November 1978 Verkäufe: + 30.000     |                                                                                      |
| 1979 | One Way Ticket Eruption                                                                    | DE7 (25 Wo.)DE | AT1 (7 Mt.)AT | CH1 (15 Wo.)CH | UK9 Silber · (10 Wo.)UK | — | Erstveröffentlichung: März 1979 Verkäufe: + 250.000            |                                                                                      |
| 1979 | Hooray! Hooray! It’s a Holi-Holiday Boney M.                                               | DE4 (22 Wo.)DE | AT3 (4 Mt.)AT | CH4 (10 Wo.)CH | UK3 Silber · (9 Wo.)UK | — | Erstveröffentlichung: 26. März 1979 Verkäufe: + 475.000        |                                                                                      |
| 1979 | El Lute / Gotta Go Home Boney M.                                                           | DE1 Gold · (33 Wo.)DE | AT1 (4 Mt.)AT | CH2 (14 Wo.)CH | UK12 Silber · (11 Wo.)UK | — | Erstveröffentlichung: 27. August 1979 Verkäufe: + 694.000      |                                                                                      |
| 1979 | El Lute Michael Holm                                                                       | DE11 (22 Wo.)DE | — | — | — | — | Erstveröffentlichung: September 1979                           |                                                                                      |
| 1979 | I’m Born Again Boney M.                                                                    | DE7 (21 Wo.)DE | AT9 (1 Mt.)AT | CH6 (7 Wo.)CH | UK35 (7 Wo.)UK | — | Erstveröffentlichung: November 1979                            |                                                                                      |
| 1979 | Bahama Mama Boney M.[DE: ↑]                                                                | DE7 (21 Wo.)DE | AT12 (½ Mt.)AT[CH: ↑][UK: ↑][US: ↑] | CH6 (7 Wo.)CH | UK35 (7 Wo.)UK | — | Erstveröffentlichung: November 1979 Verkäufe: + 27.000         |                                                                                      |
| 1980 | I See a Boat (on the River) Boney M.                                                       | DE5 (25 Wo.)DE | AT3 (3½ Mt.)AT | CH9 (7 Wo.)CH | UK57 (5 Wo.)UK | — | Erstveröffentlichung: Februar 1980 Verkäufe: + 50.000          |                                                                                      |
| 1980 | My Friend Jack Boney M.[DE: ↑][AT: ↑][CH: ↑][UK: ↑]                                        | DE5 (25 Wo.)DE | AT3 (3½ Mt.)AT | CH9 (7 Wo.)CH | UK57 (5 Wo.)UK | — | Erstveröffentlichung: Februar 1980 Verkäufe: + 21.000          |                                                                                      |
| 1980 | Go Johnnie Go (Keep on Walking, John B.) Eruption                                          | DE8 (28 Wo.)DE | AT12 (2 Mt.)AT | CH10 (7 Wo.)CH | — | — | Erstveröffentlichung: März 1980                                |                                                                                      |
| 1980 | Cr-Cr-Cr-Cry to Me Precious Wilson                                                         | — | — | CH3 (8 Wo.)CH | — | — | Erstveröffentlichung: Juli 1980                                |                                                                                      |
| 1980 | Children of Paradise Boney M.                                                              | DE11 (20 Wo.)DE | AT12 (2½ Mt.)AT | — | UK66 (2 Wo.)UK | — | Erstveröffentlichung: September 1980                           |                                                                                      |
| 1980 | Felicidad (Margherita) Boney M.                                                            | DE6 (28 Wo.)DE | AT6 (3 Mt.)AT | CH3 (8 Wo.)CH | — | — | Erstveröffentlichung: November 1980                            |                                                                                      |
| 1980 | We Are on the Racetrack Precious Wilson                                                    | DE11 (22 Wo.)DE | — | — | — | — | Erstveröffentlichung: Dezember 1980                            |                                                                                      |
| 1980 | Runaway Eruption                                                                           | DE21 (18 Wo.)DE | — | — | — | — | Erstveröffentlichung: 29. Dezember 1980                        |                                                                                      |
| 1981 | Consuela Biaz / Malaika Boney M.                                                           | DE13 (16 Wo.)DE | AT7 (2 Mt.)AT | CH4 (8 Wo.)CH | — | — | Erstveröffentlichung: Mai 1981                                 |                                                                                      |
| 1981 | We Kill the World (Don’t Kill the World) Boney M.                                          | DE12 (20 Wo.)DE | — | CH3 (9 Wo.)CH | UK39 (5 Wo.)UK | — | Erstveröffentlichung: September 1981                           |                                                                                      |
| 1981 | You (You Are My Soul) Eruption                                                             | DE65 (5 Wo.)DE | — | — | — | — | Erstveröffentlichung: 28. Juni 1981                            |                                                                                      |
| 1981 | I Need You (Everybody Needs Somebody to Love) Precious Wilson                              | DE39 (7 Wo.)DE | — | CH6 (7 Wo.)CH | — | — | Erstveröffentlichung: Oktober 1981                             |                                                                                      |
| 1981 | Little Drummer Boy Boney M.                                                                | DE20 (5 Wo.)DE | — | — | — | — | Erstveröffentlichung: November 1981                            |                                                                                      |
| 1982 | I Don’t Know Precious Wilson                                                               | DE33 (13 Wo.)DE | — | — | — | — | Erstveröffentlichung: April 1982                               |                                                                                      |
| 1982 | The Carnival is Over / Going Back West Boney M.                                            | DE41 (14 Wo.)DE | — | CH11 (4 Wo.)CH | — | — | Erstveröffentlichung: Juni 1982                                |                                                                                      |
| 1982 | Raising My Family Precious Wilson                                                          | DE61 (8 Wo.)DE | — | — | — | — | Erstveröffentlichung: November 1982                            |                                                                                      |
| 1983 | Jambo – Hakuna Matata (No Problems) Boney M.                                               | DE48 (5 Wo.)DE | — | CH11 (5 Wo.)CH | — | — | Erstveröffentlichung: Juni 1983                                |                                                                                      |
| 1984 | Somewhere in the World Boney M.                                                            | DE49 (5 Wo.)DE | — | — | — | — | Erstveröffentlichung: März 1984                                |                                                                                      |
| 1984 | Kalimba de Luna Boney M.                                                                   | DE16 (23 Wo.)DE | AT11 (½ Mt.)AT | CH23 (3 Wo.)CH | — | — | Erstveröffentlichung: Juli 1984                                |                                                                                      |
| 1984 | Happy Song Boney M.                                                                        | DE7 (17 Wo.)DE | AT15 (2½ Mt.)AT | CH21 (7 Wo.)CH | — | — | Erstveröffentlichung: Oktober 1984                             |                                                                                      |
| 1985 | Mother and Child Reunion Far Corporation feat. Reggie Tsiboe                               | DE24 (5 Wo.)DE | — | CH28 (3 Wo.)CH | — | — | Erstveröffentlichung: Januar 1985                              |                                                                                      |
| 1985 | My Chérie Amour Boney M.                                                                   | DE55 (5 Wo.)DE | — | — | — | — | Erstveröffentlichung: Mai 1985                                 |                                                                                      |
| 1985 | Young Free and Single Boney M. feat. Bobby Farrell                                         | DE48 (6 Wo.)DE | — | — | — | — | Erstveröffentlichung: August 1985                              |                                                                                      |
| 1985 | Stairway to Heaven Far Corporation                                                         | DE14 (11 Wo.)DE | — | CH11 (8 Wo.)CH | UK8 (11 Wo.)UK | — | Erstveröffentlichung: September 1985                           |                                                                                      |
| 1986 | Rock ’N’ Roll Mercenaries Meat Loaf, John Parr & Frank Farian                              | — | — | — | UK31 (6 Wo.)UK | — | Erstveröffentlichung: 16. August 1986                          |                                                                                      |
| 1988 | Girl You Know It’s True Milli Vanilli                                                      | DE1 Gold · (29 Wo.)DE | AT1 (4½ Mt.)AT | CH2 (18 Wo.)CH | UK3 Silber · (15 Wo.)UK | US2 Platin · (26 Wo.)US | Erstveröffentlichung: 25. Juni 1988 Verkäufe: + 2.500.000      |                                                                                      |
| 1988 | Rivers of Babylon / Mary’s Boy Child (Remix ’88) Boney M.                                  | — | — | — | UK52 (3 Wo.)UK | — | Erstveröffentlichung: Oktober 1988                             |                                                                                      |
| 1988 | Megamix ’88 Boney M.                                                                       | — | — | — | UK100 (1 Wo.)UK | — | Erstveröffentlichung: November 1988 Verkäufe: + 400.000        |                                                                                      |
| 1988 | Baby Don’t Forget My Number Milli Vanilli                                                  | DE9 (18 Wo.)DE | — | CH11 (11 Wo.)CH | UK16 (11 Wo.)UK | US1 Gold · (21 Wo.)US | Erstveröffentlichung: 5. Dezember 1988 Verkäufe: + 1.000.000   |                                                                                      |
| 1989 | Summer Megamix Boney M.                                                                    | — | — | — | UK92 (1 Wo.)UK | — | Erstveröffentlichung: Juni 1989                                |                                                                                      |
| 1989 | Blame It on the Rain Milli Vanilli                                                         | DE3 (23 Wo.)DE | AT8 (5 Mt.)AT | CH22 (4 Wo.)CH | UK52 (10 Wo.)UK | US1 Platin · (23 Wo.)US | Erstveröffentlichung: 13. Juli 1989 Verkäufe: + 1.000.000      |                                                                                      |
| 1989 | Girl I’m Gonna Miss You Milli Vanilli                                                      | DE2 Platin · (27 Wo.)DE | AT1 Platin · (4½ Mt.)AT | CH1 (23 Wo.)CH | UK2 Silber · (16 Wo.)UK | US1 Gold · (21 Wo.)US | Erstveröffentlichung: 22. Juli 1989 Verkäufe: + 1.250.000      |                                                                                      |
| 1990 | All or Nothing Milli Vanilli                                                               | DE17 (10 Wo.)DE | AT14 (8 Wo.)AT | CH22 (5 Wo.)CH | UK74 (2 Wo.)UK | US4 (15 Wo.)US | Erstveröffentlichung: 20. Januar 1990                          |                                                                                      |
| 1990 | Who Do You Love John Davis                                                                 | DE34 (14 Wo.)DE | — | — | — | — | Erstveröffentlichung: März 1990                                |                                                                                      |
| 1990 | Stories / Rumours Boney M. feat. Liz Mitchell                                              | — | — | CH26 (1 Wo.)CH | UK94 (1 Wo.)UK | — | Erstveröffentlichung: März 1990                                |                                                                                      |
| 1990 | Keep on Running Milli Vanilli                                                              | DE4 Gold · (27 Wo.)DE | AT2 Gold · (19 Wo.)AT | CH8 (11 Wo.)CH | UK76 (5 Wo.)UK | — | Erstveröffentlichung: 24. November 1990 Verkäufe: + 275.000    |                                                                                      |
| 1991 | Too Late – True Love The Real Milli Vanilli                                                | DE65 (4 Wo.)DE | AT26 (1 Wo.)AT | — | — | — | Erstveröffentlichung: 14. April 1991                           |                                                                                      |
| 1992 | Sexy Eyes Try ’n’ B                                                                        | DE32 (17 Wo.)DE | AT28 (1 Wo.)AT | — | — | — | Erstveröffentlichung: Juni 1992                                |                                                                                      |
| 1992 | Mega Mix Boney M.                                                                          | DE26 (11 Wo.)DE | AT11 (10 Wo.)AT | — | UK7 (9 Wo.)UK | — | Erstveröffentlichung: 23. November 1992                        |                                                                                      |
| 1993 | Brown Girl in the Ring (Remix ’93) Boney M.                                                | — | — | — | UK38 (3 Wo.)UK | — | Erstveröffentlichung: April 1993                               |                                                                                      |
| 1993 | Gotta Have It (From New York Straight to Paris) Paris Red                                  | DE96 (1 Wo.)DE | — | — | — | — | Erstveröffentlichung: 24. Mai 1993                             |                                                                                      |
| 1994 | Sweet Dreams (Ola Ola E) La Bouche                                                         | DE8 Gold · (22 Wo.)DE | AT3 (13 Wo.)AT | CH5 (13 Wo.)CH | UK44 (2 Wo.)UK | US13 (32 Wo.)US | Erstveröffentlichung: 12. März 1994 Verkäufe: + 250.000        |                                                                                      |
| 1995 | Be My Lover La Bouche                                                                      | DE1 Gold · (29 Wo.)DE | AT3 Gold · (16 Wo.)AT | CH5 (32 Wo.)CH | UK25 (8 Wo.)UK | US6 Gold · (38 Wo.)US | Erstveröffentlichung: 2. März 1995 Verkäufe: + 1.100.000       |                                                                                      |
| 1995 | Missing No Mercy                                                                           | DE19 (18 Wo.)DE | — | CH9 (11 Wo.)CH | — | — | Erstveröffentlichung: September 1995                           |                                                                                      |
| 1996 | Where Do You Go No Mercy                                                                   | DE3 Platin · (32 Wo.)DE | AT5 (13 Wo.)AT | CH4 (25 Wo.)CH | UK2 Gold · (15 Wo.)UK | US5 Gold · (39 Wo.)US | Erstveröffentlichung: 13. Mai 1996 Verkäufe: + 1.400.000       |                                                                                      |
| 1996 | Bolingo (Love Is in the Air) La Bouche                                                     | DE26 (14 Wo.)DE | AT19 (12 Wo.)AT | CH15 (8 Wo.)CH | — | — | Erstveröffentlichung: 14. Oktober 1996                         |                                                                                      |
| 1996 | When I Die No Mercy                                                                        | DE5 Gold · (26 Wo.)DE | AT1 Platin · (22 Wo.)AT | CH3 (23 Wo.)CH | — | US41 (20 Wo.)US | Erstveröffentlichung: 18. November 1996 Verkäufe: + 300.000    |                                                                                      |
| 1997 | Please Don’t Go No Mercy                                                                   | DE11 (16 Wo.)DE | AT5 (14 Wo.)AT | CH15 (14 Wo.)CH | UK4 (7 Wo.)UK | US21 (18 Wo.)US | Erstveröffentlichung: 17. März 1997                            |                                                                                      |
| 1997 | Tic, Tic Tac (Dance to Boi Bumba!) Chilli feat. Carrapicho                                 | DE5 Gold · (21 Wo.)DE | AT2 Gold · (17 Wo.)AT | CH6 (14 Wo.)CH | UK59 (1 Wo.)UK | — | Erstveröffentlichung: 5. Mai 1997 Verkäufe: + 275.000          |                                                                                      |
| 1997 | Kiss You All Over / Bonita No Mercy                                                        | DE40 (11 Wo.)DE | AT13 (12 Wo.)AT | CH33 (8 Wo.)CH | UK16 (4 Wo.)UK | US80 (3 Wo.)US | Erstveröffentlichung: 21. Juli 1997                            |                                                                                      |
| 1997 | You Won’t Forget Me La Bouche                                                              | DE29 (20 Wo.)DE | — | — | — | US48 (20 Wo.)US | Erstveröffentlichung: 29. September 1997                       |                                                                                      |
| 1998 | A Moment of Love La Bouche                                                                 | DE100 (1 Wo.)DE | — | — | — | — | Erstveröffentlichung: 30. März 1998                            |                                                                                      |
| 1998 | Hello, How Are You No Mercy                                                                | DE24 (14 Wo.)DE | AT12 (12 Wo.)AT | CH14 (12 Wo.)CH | — | — | Erstveröffentlichung: 27. Juli 1998                            |                                                                                      |
| 1998 | Ma Baker ’99 Boney M. vs. Sash!/Horny United                                               | — | AT19 (12 Wo.)AT | CH21 (17 Wo.)CH | UK22 (2 Wo.)UK | — | Erstveröffentlichung: Dezember 1998                            |                                                                                      |
| 1999 | S.O.S. La Bouche                                                                           | DE78 (9 Wo.)DE | — | — | — | — | Erstveröffentlichung: 15. Februar 1999                         |                                                                                      |
| 1999 | More Than a Feeling No Mercy                                                               | DE94 (4 Wo.)DE | — | — | — | — | Erstveröffentlichung: 29. März 1999                            |                                                                                      |
| 1999 | Daddy Cool ’99 Boney M. feat. Mobi T.                                                      | — | — | CH49 (4 Wo.)CH | UK47 (2 Wo.)UK | — | Erstveröffentlichung: 2. August 1999                           |                                                                                      |
| 1999 | Hooray! Hooray! (Caribbean Night Fever) Boney M.                                           | DE79 (3 Wo.)DE | — | CH80 (2 Wo.)CH | — | — | Erstveröffentlichung: 8. November 1999                         |                                                                                      |
| 2000 | Sunny ’00 Boney M.                                                                         | — | — | CH80 (1 Wo.)CH | — | — | Erstveröffentlichung: 7. Februar 2000                          |                                                                                      |
| 2001 | Daddy Cool 2001 Boney M.                                                                   | — | — | — | UK47 (2 Wo.)UK | — | Erstveröffentlichung: November 2001                            |                                                                                      |
| 2001 | Komm zurück zu mir Yvonne Catterfeld                                                       | DE76 (2 Wo.)DE | — | — | — | — | Erstveröffentlichung: 26. November 2001                        |                                                                                      |
| 2003 | Shine On Daniel Lopes                                                                      | DE14 (9 Wo.)DE | AT52 (4 Wo.)AT | CH87 (2 Wo.)CH | — | — | Erstveröffentlichung: 17. Februar 2003                         |                                                                                      |
| 2003 | I Love You More Than Yesterday Daniel Lopes                                                | DE95 (2 Wo.)DE | — | — | — | — | Erstveröffentlichung: 20. Juni 2003                            |                                                                                      |
| 2005 | Yummy Yummy Song Gift                                                                      | DE83 (2 Wo.)DE | — | — | — | — | Erstveröffentlichung: 30. Mai 2005                             |                                                                                      |
| 2005 | Daddy Cool Vinylshakerz                                                                    | DE61 (6 Wo.)DE | — | CH53 (2 Wo.)CH | — | — | Erstveröffentlichung: 17. Dezember 2005                        |                                                                                      |
| 2008 | School’s Out Daddy Cool Kids                                                               | DE57 (4 Wo.)DE | AT26 (7 Wo.)AT | CH97 (1 Wo.)CH | — | — | Erstveröffentlichung: 27. Juni 2008                            |                                                                                      |
| 2010 | Barbra Streisand Duck Sauce                                                                | DE3 Platin · (36 Wo.)DE | AT1 Platin · (26 Wo.)AT | CH1 (30 Wo.)CH | UK3 Gold · (16 Wo.)UK | US89 (1 Wo.)US | Erstveröffentlichung: 13. September 2010 Verkäufe: + 1.093.378 |                                                                                      |
| 2021 | Rasputin (Remix) Majestic x Boney M.                                                       | DE38 Gold · (18 Wo.)DE | AT18 (26 Wo.)AT | CH27 Platin · (26 Wo.)CH | UK11 Platin · (24 Wo.)UK | US— GoldUS | Erstveröffentlichung: 26. Februar 2021 Verkäufe: + 1.717.000   |                                                                                      |
| Folgende Lieder erschienen nicht als Single, wurden aber durch das Album zum Download und Streaming bereitgestellt und konnten somit eine Platzierung erlangen: |                                                                                            | | | | | |                                                                |                                                                                      |
| |                                                                                            | | | | | |                                                                |                                                                                      |
| 2011 | Hawaraheisl Trackshittaz                                                                   | — | AT36 (1 Wo.)AT | — | — | — | Charteinstieg: 18. Februar 2011                                |                                                                                      |

grau schraffiert: keine Chartdaten aus diesem Jahr verfügbar

## Sonderveröffentlichungen
| Jahr | Titel Album                                   | Anmerkungen                                                                   |
| ---- | --------------------------------------------- | ----------------------------------------------------------------------------- |
| 1985 | Rock ‘n’ Roll Mercenaries Blind Before I Stop | Erstveröffentlichung: September 1986 Meat Loaf feat. John Parr & Frank Farian |

## Statistik

### Chartauswertung
|                       | DE     | AT     | CH     | UK     | US     |
| --------------------- | ------ | ------ | ------ | ------ | ------ |
| Nummer-eins-Singles   | DE11DE | AT11AT | CH8CH  | UK2UK  | US3US  |
| Top-10-Singles        | DE30DE | AT28AT | CH30CH | UK18UK | US7US  |
| Singles in den Charts | DE83DE | AT46AT | CH52CH | UK41UK | US18US |

### Auszeichnungen für Musikverkäufe
| Goldene Schallplatte - Australien - 1978: für die Single Rivers of Babylon (Boney M.) - 2020: für die Autorenbeteiligung/Produktion Mary’s Boy Child – Oh My Lord (Boney M.) - Belgien - 2022: für die Autorenbeteiligung/Produktion Rasputin (Remix) (Majestic x Boney M.) - Dänemark - 1976: für die Autorenbeteiligung/Produktion Daddy Cool (Boney M.) - 1978: für die Autorenbeteiligung/Produktion Rivers of Babylon (Boney M.) - 1979: für die Single Hooray! Hooray! It’s a Holi-Holiday (Boney M.) - 1979: für die Autorenbeteiligung/Produktion El Lute/Gotta Go Homey - 1980: für die Autorenbeteiligung/Produktion I See a Boat (On the River) (Boney M.) - 2011: für das Streaming Barbra Streisand (Duck Sauce) - 2022: für die Autorenbeteiligung/Produktion Daddy Cool (Boney M.) - 2023: für die Autorenbeteiligung/Produktion Rasputin (Remix) (Majestic x Boney M.) - Finnland - 2011: für die Autorenbeteiligung/Produktion Barbra Streisand (Duck Sauce) - Frankreich - 1977: für die Autorenbeteiligung/Produktion Daddy Cool - 1978: für die Autorenbeteiligung/Produktion Rivers of Babylon (Boney M.) - 1989: für die Autorenbeteiligung/Produktion Megamix ’88 (Boney M.) - 1995: für die Produktion Be My Lover (La Bouche) - Italien - 2021: für die Autorenbeteiligung/Produktion Daddy Cool (Boney M.) - 2023: für die Autorenbeteiligung/Produktion Rasputin (Boney M.) - Kanada - 1977: für die Autorenbeteiligung/Produktion Daddy Cool (Boney M.) - Mexiko - 2023: für die Autorenbeteiligung/Produktion Rasputin (Remix) (Majestic x Boney M.) - Neuseeland - 2011: für die Autorenbeteiligung/Produktion Barbra Streisand (Duck Sauce) - 2019: für die Autorenbeteiligung/Produktion Mary’s Boy Child – Oh My Lord (Boney M.) - Norwegen - 1996: für die Produktion Be My Lover (La Bouche) - Niederlande - 1978: für die Autorenbeteiligung/Produktion Rivers of Babylon (Boney M.) - 1979: für die Autorenbeteiligung/Produktion Rasputin (Boney M.) - 1979: für die Autorenbeteiligung/Produktion Mary’s Boy Child – Oh My Lord (Boney M.) - 1979: für die Autorenbeteiligung/Produktion Hooray! Hooray! It’s a Holi-Holiday (Boney M.) - 1979: für die Autorenbeteiligung/Produktion Gotta Go Home (Boney M.) - Schweden - 1999: für die Autorenbeteiligung/Produktion Ma Baker (Boney M.) - Spanien - 2024: für die Autorenbeteiligung/Produktion Rasputin (Boney M.) | Platin-Schallplatte - Australien - 1996: für die Produktion Be My Lover (La Bouche) - 2021: für die Autorenbeteiligung/Produktion Rasputin (Remix) (Majestic x Boney M.) - 2022: für die Autorenbeteiligung/Produktion Rasputin (Boney M.) - Belgien - 2011: für die Autorenbeteiligung/Produktion Barbra Streisand (Duck Sauce) - Dänemark - 1978: für die Autorenbeteiligung/Produktion Mary’s Boy Child – Oh My Lord (Physisch) (Boney M.) - 2011: für die Autorenbeteiligung/Produktion Barbra Streisand (Duck Sauce) - 2019: für die Autorenbeteiligung/Produktion Mary’s Boy Child – Oh My Lord (Digital) (Boney M.) - Italien - 2011: für die Autorenbeteiligung/Produktion Barbra Streisand (Duck Sauce) - 2021: für die Autorenbeteiligung/Produktion Rasputin (Remix) (Majestic x Boney M.) - Kanada - 1979: für die Autorenbeteiligung/Produktion Rasputin (Boney M.) - 2012: für die Autorenbeteiligung/Produktion Barbra Streisand (Duck Sauce) - Polen - 2021: für die Autorenbeteiligung/Produktion Rasputin (Remix) (Majestic x Boney M.) - Schweden - 2011: für die Autorenbeteiligung/Produktion Barbra Streisand (Duck Sauce) - Spanien - 2024: für die Autorenbeteiligung/Produktion Rasputin (Remix) (Majestic x Boney M.) 2× Platin-Schallplatte - Australien - 2011: für die Autorenbeteiligung/Produktion Barbra Streisand (Duck Sauce) 3× Platin-Schallplatte - Ungarn - 2024: für die Autorenbeteiligung/Produktion Rasputin (Remix) (Majestic x Boney M.) |

Anmerkung: Auszeichnungen in Ländern aus den Charttabellen bzw. Chartboxen sind in ebendiesen zu finden.
| Land/RegionAuszeichnungen für Musikverkäufe (Land/Region, Auszeichnungen, Verkäufe, Quellen) | Silber     | Gold       | Platin       | Verkäufe  | Quellen                           |
| -------------------------------------------------------------------------------------------- | ---------- | ---------- | ------------ | --------- | --------------------------------- |
| Australien (ARIA)                                                                            | —          | 2× Gold2   | 5× Platin5   | 435.000   | aria.com.au                       |
| Belgien (BRMA)                                                                               | —          | Gold1      | Platin1      | 50.000    | ultratop.be                       |
| Dänemark (IFPI)                                                                              | —          | 8× Gold8   | 3× Platin3   | 590.000   | ifpi.dk                           |
| Deutschland (BVMI)                                                                           | —          | 11× Gold11 | 4× Platin4   | 5.050.000 | musikindustrie.de Einzelnachweise |
| Finnland (IFPI)                                                                              | —          | Gold1      | —            | 5.878     | ifpi.fi                           |
| Frankreich (SNEP)                                                                            | —          | 4× Gold4   | —            | 2.300.200 | infodisc.fr snepmusique.com       |
| Italien (FIMI)                                                                               | —          | 2× Gold2   | 2× Platin2   | 185.000   | fimi.it                           |
| Japan (RIAJ)                                                                                 | —          | —          | —            | 780.000   | ukmix.org                         |
| Kanada (MC)                                                                                  | —          | Gold1      | 2× Platin2   | 305.000   | musiccanada.com                   |
| Mexiko (AMPROFON)                                                                            | —          | Gold1      | —            | 70.000    | amprofon.com.mx                   |
| Neuseeland (RMNZ)                                                                            | —          | 2× Gold2   | —            | 22.500    | aotearoamusiccharts.co.nz         |
| Norwegen (IFPI)                                                                              | —          | Gold1      | —            | 5.000     | Einzelnachweise                   |
| Niederlande (NVPI)                                                                           | —          | 5× Gold5   | —            | 500.000   | nvpi.nl                           |
| Österreich (IFPI)                                                                            | —          | 3× Gold3   | 3× Platin3   | 205.000   | ifpi.at                           |
| Polen (ZPAV)                                                                                 | —          | —          | Platin1      | 50.000    | olis.pl                           |
| Schweden (IFPI)                                                                              | —          | Gold1      | Platin1      | 55.000    | sverigetopplistan.se              |
| Schweiz (IFPI)                                                                               | —          | —          | Platin1      | 20.000    | hitparade.ch                      |
| Spanien (Promusicae)                                                                         | —          | Gold1      | Platin1      | 90.000    | elportaldemusica.es               |
| Ungarn (MAHASZ)                                                                              | —          | —          | 3× Platin3   | 12.000    | slagerlistak.hu                   |
| Vereinigte Staaten (RIAA)                                                                    | —          | 5× Gold5   | 2× Platin2   | 6.000.000 | riaa.com                          |
| Vereinigtes Königreich (BPI)                                                                 | 8× Silber8 | 3× Gold3   | 4× Platin4   | 6.450.000 | bpi.co.uk                         |
| Insgesamt                                                                                    | 8× Silber8 | 52× Gold52 | 33× Platin33 |           |                                   |